# Servoantrieb
Servoantriebe dienen dazu, einer vorgegebenen Sollbewegung zu folgen. Dies sind in der
Regel Positionssollwerte in Form von Sollwegen
{\displaystyle s_{\text{soll}}(t)} oder Sollwinkeln {\displaystyle \varphi _{\text{soll}}(t)}.
Das heißt, dass der Servoantrieb einem vorgegebenen Sollweg oder Sollwinkel mit geringer
Abweichung folgen soll. Dazu sind eine Messung der Istwerte und eine Regelung
zum Vergleich der Soll- und Istwerte erforderlich.
Ein Servoantrieb ist entsprechend ein Antrieb mit elektronischer Lage-, Geschwindigkeits- oder Momentenregelung (oder eine Kombination derselben) mit hohen bis sehr hohen Anforderungen an die Dynamik, die Stellbereiche und/oder die Genauigkeit der Bewegung. Servoantriebe werden häufig in Maschinen des produzierenden Gewerbes (etwa in Werkzeugmaschinen) und in Automatisierungslösungen (Verpackungsmaschinen, Industrieroboter) eingesetzt.
Vielfach wird der Begriff Servoachse für den Servoantrieb verwendet.

## Einsatz- und Betriebsbedingungen
Der Einsatz von Servoantrieben ist dadurch gekennzeichnet, dass sie häufig mit starken Drehzahl- und Drehmomentänderungen sowie hoher Überlast und
Haltemoment im Stillstand betrieben werden. Sie dienen häufig zum Bewegen von Maschinenteilen, etwa Greifern oder Roboterarmen. Bei Anwendungen mit kontinuierlicher Drehung steht die Winkelsynchronisation im Vordergrund, z. B. bei den verschiedenen Farbwalzen einer Druckmaschine.

## Komponenten
Servoantriebe haben die typischen Elemente eines mechatronischen Systems. Sie bestehen generell aus den Hauptkomponenten
- Aktuator
  - Gleichstrommotoren[3]
  - Asynchronmotoren[3]
  - Synchronmotoren[3]
  - BLDC/BLAC-Motor[3]
  - Leistungselektronik[3]
  - Bremsen[1]
- Sensoren
  - Strom-, Drehzahl- und Winkelsensor oder Geschwindigkeits- und Wegsensor[1]
- Regler
  - häufig kaskadierter PID-Regler (Regler mit Proportional-, Integral- und Differential-Anteil)
- Mechanik
  - Umsetzung der Motorbewegung in die von der Maschine benötigte Bewegung
- Sollwertgenerierung
  - Berechnung der Sollwerte für Weg und Geschwindigkeit bzw. Winkel und Drehzahl

Die Komponenten bilden ein abgestimmtes mechatronisches System,
das als funktionale Einheit zusammenwirkt.

## Aufbau
Servoantriebe bestehen aus einem Servomotor, dem Servoumrichter mit Leistungselektronik und Regelung sowie ggf. Getriebe zur Drehzahlanpassung oder zur Umsetzung der Drehbewegung in eine Linearbewegung.
Je nach Anwendung kommen unterschiedliche Arten von Servoantrieben zum Einsatz.
Folgende Servoantriebe stellen typische Aufbauten dar:
- Stellservoantrieb: Permanentmagnet-Gleichstrommotor mit Kommutator, Getriebe, elektronischer Schalter mit 3-Punkt-Regler, Potentiometer zur Messung des Winkel-Istwertes
- Permanentmagnet-Gleichstrommotor mit Kommutator, Getriebe, Gleichstromsteller mit Pulsweitenmodulation, PI-Regler, Inkrementalgeber zur Messung des Winkel-Istwertes
- bürstenloser Permanentmagnetmotor BLDC, Getriebe, Blockumrichter mit Pulsmodulation, PI-Regler, Inkrementalgeber mit Kommutierungssignalen zur Messung des Winkel-Istwertes und zur Steuerung der Kommutierung
- Permanentmagnetmotor mit Sinusspannung BLAC, Getriebe, Pulsumrichter, Regler mit Vektorsteuerung, Resolver, Inkrementalgeber oder Sin-Cos-Geber zur Messung des Winkel-Istwertes, der Drehzahl und zur Steuerung der Kommutierung
- Permanentmagnetmotor mit Sinusspannung BLAC als Direktantrieb ohne Getriebe, Pulsumrichter, Regler mit Vektorsteuerung, Resolver, Inkrementalgeber oder Sin-Cos-Geber zur Messung des Winkel-Istwertes, der Drehzahl und zur Steuerung

der Kommutierung
- Permanentmagnet-Linearmotor mit Sinusspannung als Direktantrieb, Pulsumrichter, Regler mit Vektorsteuerung, Inkrementalgeber oder Sin-Cos-Geber zur Messung des Positions-Istwertes, der Geschwindigkeit und zur Steuerung der Kommutierung
- Asynchronmotor mit Sinusspannung, Getriebe, Pulsumrichter, Regler mit Vektorsteuerung, Resolver, Inkrementalgeber oder Sin-Cos-Geber zur Messung des Winkel-Istwertes, der Drehzahl und zur Steuerung der Kommutierung

Am Markt gibt es weitere Antriebsausprägungen, die etwas anders ausgeprägt sind. Dies können z. B. andere Sensoren
für die Drehzahl- und Winkelerfassung oder andere Ausführungen der Leistungselektronik
sein.
Der Servoumrichter versorgt den Servomotor mit dem für die Bewegung erforderlichen Strom. Dazu enthält der Servoumrichter neben der Leistungselektronik eine hochdynamische Regelung für Strom, Geschwindigkeit und Position. Ferner gehören eine Auswerteelektronik für den Lagegeber des Motors sowie eine Schnittstelle zur Datenübertragung/Kommunikation mit der Maschinensteuerung zum Servoumrichter.
Grundsätzlich gehören Überwachungseinrichtungen gegen Kurzschluss, Überlast oder Übertemperatur zur Ausstattung eines Servoumrichters. Häufig bietet der Servoumrichter auch einen gewissen Umfang an Steuerungsfunktionen zur Bewegungsführung und zur Steuerung eines Teils der Maschine.
Die mechanischen Komponenten Getriebe zur Drehzahlanpassung oder zur Umsetzung in die Linearbewegung sind gegenüber Standardlösungen in der Regel mit geringerem Spiel und höherer Belastbarkeit zur Übertragung der starken Drehmomentänderungen ausgelegt.
Der Servomotor für rotative Servoantriebe ist ein Synchron- oder Asynchronmotor mit in der Regel schlanker Bauform und hoher Überlastbarkeit.
Damit wird ein hohes Beschleunigungsvermögen erreicht. Zur Rückführung der Geschwindigkeit und der Lage besitzt der Servomotor einen integrierten Winkelgeber.
Die Steuerelektronik des Servogeräts ermittelt aus den Signalen des Winkelgebers den Drehwinkel und die Geschwindigkeit des Motors. Eine integrierte Bremse im Motor dient dazu, die Position des Motors auch im stromlosen Zustand, z. B. nach Abschalten der Maschine festzuhalten, so dass insbesondere vertikale Achsen in ihrer Position bleiben. Für besonders präzise Linearbewegungen kommen auch Linearmotoren zum Einsatz.

## Anwendungen für Servoantriebe
Servoantriebe werden sowohl für dynamische Positionieranwendungen, präzise Bewegungen
aber auch für einfache Positionieraufgaben eingesetzt. Im Folgenden werden typische
Anwendungen dargestellt:

- Produktionsmaschinen
  - Dynamische Positionieranwendungen in Produktionsmaschinen
    - Verpackungsmaschinen
    - Bestückungsmaschinen für die Elektronikproduktion
    - Handhabungs- und Montagemaschinen
    - Sägen, Pressen
    - Bohrmaschinen
    - Roboter für Positionieranwendungen
    - Spiegelverstellungen für Laserschweißanlagen
    - Punktschweißanlagen

  - Präzise Anwendungen in Produktionsmaschinen
    - Schweißmaschinen für Bahnschweißen, Reibschweißen
    - Laserschneidanlagen
    - Wasserstrahlschneidanlagen
    - Druckmaschinen, besonders für den Mehrfarbendruck
    - Werkzeugmaschinen, z. B. Drehmaschinen, Fräsmaschinen
    - Plotter
    - Klebemaschinen
    - fliegende Sägen, lineare Querschneider
    - rotative Querschneider
- Ventilverstellungen, Klappenverstellungen, Leitradeinstellungen an Turbinen
- Kraftfahrzeuge
  - Servolenkung
    - Unterstützung der Lenkbewegung des Fahrers,
    - Lenkung bei Assistenzsystemen, z. B. Parkassistent, Spurhalteassistent

  - Klappenverstellungen am Verbrennungsmotor
    - Zuluft
    - Abgasrückführung
- Bürotechnik
  - Drucker, Plotter, Scanner
- Modellbau
  - Lenkung und Steuerung von Fahrzeugen
    - Lenkung von Landfahrzeugen
    - Ruderverstellung von Wasserfahrzeugen
    - Flügel- und Klappenverstellung bei Flugzeugen

  - Bewegung von Komponenten zur Nachbildung von Bewegungen aus der Realität
    - bewegte Personen oder Tiere
    - öffnen und schließen von Toren und Schranken
    - bewegen von Kränen, Schiffsaufbauten u. ä.

## Kennwerte für das dynamische Verhalten

### Zusammenfassung der Kennwerte
Servoantriebe sind durch hohe Dynamik und Genauigkeit gekennzeichnet. Die folgende Tabelle führt die Mindestanforderungen für rotierende
Servoantriebe im Drehmomentbereich bis 50 Nm auf. Die Bedeutung der Kennwerte wird weiter unten erläutert. Die Werte der Tabelle können
sinngemäß auf Linearbewegungen übertragen werden.
| Kenngröße                                           | Ausdruck | Anforderung für Servoantriebe                                                                                          |
| --------------------------------------------------- | --- | --- |
| Überlastbarkeit                                     | {\displaystyle c={\frac {M_{\text{max}}}{M_{\text{0}}}}} | {\displaystyle c\geq 3}                                                                                                |
| Zykluszeit Sollwerte und Lageregelung               | | {\displaystyle T_{{\text{C set}}\varphi }\leq 1{\text{ms}}}                                                            |
| Bandbreite geschlossener Stromregelkreis            | {\displaystyle f_{\text{-3 dB I}}\approx {\frac {1}{2{,}5\cdot T_{\text{RI}}}}...{\frac {1}{2\cdot T_{\text{RI}}}}}                                                       | {\displaystyle T_{\text{RI}}\leq 1{\text{ms}}}, {\displaystyle f_{\text{-3 dB I}}\geq 400{\text{Hz}}}                  |
| Bandbreite geschlossener Geschwindigkeitsregelkreis | {\displaystyle f_{\text{-3 dB n}}\approx {\frac {1}{2{,}5\cdot T_{\text{Rn}}}}...{\frac {1}{2\cdot T_{\text{Rn}}}}}                                                       | {\displaystyle T_{\text{Rn}}\leq 3{\text{ms}}}, {\displaystyle f_{\text{-3 dB n}}\geq 150{\text{Hz}}}                  |
| Bandbreite geschlossener Lageregelkreis             | {\displaystyle f_{{\text{-3 dB}}\varphi }\approx {\frac {1}{2{,}5\cdot T_{{\text{R}}\varphi }}}...{\frac {1}{2\cdot T_{{\text{R}}\varphi }}}}                             | {\displaystyle T_{{\text{R}}\varphi }\leq 10{\text{ms}}}, {\displaystyle f_{{\text{-3 dB}}\varphi }\geq 50{\text{Hz}}} |
| Leistungsvermögen Geschwindigkeitsregelkreis        | {\displaystyle T_{\text{min}}={\frac {2\pi \cdot n_{\text{N}}\cdot J_{\text{m}}}{M_{\text{max}}}}}, {\displaystyle f_{\text{P n}}={\frac {1}{2\pi \cdot T_{\text{min}}}}} | {\displaystyle T_{\text{min}}\leq 15{\text{ms}}}, {\displaystyle f_{\text{P n}}\geq 10{\text{Hz}}}                     |

Anmerkungen:
{\displaystyle M_{\text{max}}} : Maximaldrehmoment,
{\displaystyle M_{\text{0}}} : Haltedrehmoment,
{\displaystyle J_{\text{m}}} : Motor-Massenträgheitsmoment,
{\displaystyle n_{\text{N}}} : Bemessungsdrehzahl

### Erläuterung der Kennwerte
Servoantriebe sind für Bewegungen mit hoher Präzision und Dynamik gemacht. Daher ist die Qualität eines Servoantriebs durch Kennwerte für das
dynamische Verhalten und die Präzision für die mechanischen Größen Drehmoment, Geschwindigkeit und Lage beschrieben. Die folgende Darstellung konzentriert sich auf rotierende Antriebe. Linearantriebe werden in der gleichen Weise behandelt. Anwendungen für Servoantriebe sind durch die Zykluszeit des Bearbeitungsprozesses und die geforderte Genauigkeit der Bewegung gekennzeichnet.
Dies führt zu folgenden Fragen, die durch geeignete Kennwerte beantwortet werden sollen:
- Ist der Servoantrieb in der Lage den Sollwerten der Bewegungssteuerung mit einer definierten Genauigkeit zu folgen?
- Kann der Servoantrieb die Leistung zur Beschleunigung und Positionierung der Maschine mit der geforderten Zykluszeit zur Verfügung stellen?

Mit Blick auf dynamische Bewegungen wird das Verhalten durch das Kleinsignalverhalten beschrieben. Um schnelle dynamische Reaktionszeiten des Antriebs zu erreichen, sind kurze Zykluszeiten für die Sollwertvorgabe und die Regelkreise erforderlich.
Letztlich ist eine Sollwertzykluszeit:
{\displaystyle T_{{\text{C set}}\varphi }\leq 1{\text{ms}}}  erforderlich.
Der Lageregelkreis muss mit der gleichen Zeit:
{\displaystyle T_{{\text{C}}\varphi }\leq 1{\text{ms}}}  arbeiten.
Für die maximale Zykluszeit des Geschwindigkeitsreglers gilt:
{\displaystyle T_{\text{C n}}\leq 0{,}25{\text{ms}}} .
Entsprechend IEC 61800-4 wird das dynamische Verhalten durch die Kennwerte
Antwortzeit (response time), Anstiegszeit (rise time) und Einschwingzeit (settling time) beschrieben.
Die Antwortzeit
{\displaystyle T_{\text{R}}}
ist eine besonders gut zu verwendende Größe.
Für konkrete Antriebe liegt die Zeit für den Stromregelkreis unter 0,7 ms.
Die Mindestanforderung ist:
{\displaystyle T_{\text{RI}}\leq 1{\text{ms}}} .
Die Antwortzeit ist eng mit der Regelungsbandbreite verknüpft. Die Bandbreite ist der Frequenzbereich in dem sich die Verstärkung und der Phasengang innerhalb der Grenzen ±3dB und ±90° bewegen.
Die Bandbreite kann grob aus der Antwortzeit:
{\displaystyle T_{\text{R}}}  nach der Gleichung
{\displaystyle f_{\text{-3 dB}}\approx {\frac {1}{2{,}5\cdot T_{\text{R}}}}...{\frac {1}{2\cdot T_{\text{R}}}}}
bestimmt werden, wenn die Antwortzeit für einen Anstieg auf 90 % des Endwerts gilt. Die Gleichung basiert auf dem PT2-Verhalten des geschlossenen Regelkreises mit einer großen und einer kleinen Zeitkonstante. Die Bandbreite kann auch grob aus den Parametern des geschlossenen Regelkreises bestimmt werden.
Letztlich sind nur die gesamte Massenträgheit von Motor und Maschine:
{\displaystyle J_{\text{g}}} sowie die Proportionalverstärkung {\displaystyle K_{\text{Pn}}}
notwendig.
Wenn der Integralanteil des Reglers vernachlässigt wird, beschreiben die folgenden Gleichungen grob die Zusammenhänge im Regelkreis:
- Drehmoment: {\displaystyle M_{\text{m}}=K_{\text{Pn}}\cdot (n_{\text{set}}-n_{\text{i}})}

- Mechanik: {\displaystyle 2\pi \cdot n_{\text{m}}={\frac {1}{s}}{\frac {M_{\text{m}}}{J_{\text{g}}}}}

- Geschlossener Regelkreis: {\displaystyle G={\frac {n_{\text{i}}}{n_{\text{set}}}}={\frac {1}{1+{\frac {J_{\text{g}}}{K_{\text{Pn}}}}s}}}

- Bandbreite für den geschlossenen Regelkreis: {\displaystyle f_{\text{-3dB}}={\frac {1}{2\pi }}{\frac {K_{\text{Pn}}}{J_{\text{g}}}}}; {\displaystyle \omega _{\text{-3dB}}={\frac {K_{\text{Pn}}}{J_{\text{g}}}}}

Für einen dynamischen Antrieb ist für den Geschwindigkeitsregler eine Bandbreite von mindestens 150 Hz erforderlich. Der Lageregler benötigt eine Bandbreite von wenigstens 50 Hz. Diese Werte gelten für einen Antrieb, der ohne Stellgrößenbeschränkungen arbeitet. Dies bedeutet, dass weder Maximalstrom, noch Maximaldrehmoment, Maximaldrehzahl oder Maximalspannung während der Bewegung erreicht werden.
Die Begrenzung des Stroms, des Drehmoments oder der Drehzahl führt auf die Leistungsbandbreite. Die Leistungsbandbreite beschreibt die Fähigkeit des Antriebs für eine sinusförmige Bewegung Leistung zur Maschine zu übertragen. Um Leistung bei einer sinusförmigen Drehzahl zu übertragen, sowohl Wirkleistung als auch Blindleistung, muss der Antrieb unterhalb der Stellgrößengrenzen arbeiten.
Stellgrößengrenzen sind das Maximaldrehmoment:
{\displaystyle M_{\text{max}}},
die Maximaldrehzahl:
{\displaystyle n_{\text{max}}}
und die Maximalspannung, die auf die maximale Drehmomentsteilheit:
{\displaystyle w=\max({\dot {M}})=\max \left({\frac {\mathrm {d} M}{\mathrm {d} t}}\right)=\left({\frac {M_{\text{max}}}{T_{\text{max}}}}\right)}
mit der Anstiegszeit:   {\displaystyle T_{\text{max}}}
für den Drehmomentanstieg von 0 auf Maximaldrehmoment: {\displaystyle M_{\text{max}}} führt.
Die Maximalleistung, die zwischen Motor und Maschine ausgetauscht werden kann, errechnet sich zu
{\displaystyle {\hat {S}}_{\text{W}}={\hat {\omega }}_{\text{W}}\cdot {\hat {M}}_{\text{W}}=2\pi \cdot {\hat {n}}_{\text{W}}\cdot {\hat {M}}_{\text{W}}} .
Das Drehmoment muss sinusförmig sein und ist durch das Maximaldrehmoment und die maximale Drehmomentsteilheit begrenzt:
{\displaystyle M_{\text{m}}={\hat {M}}_{\text{m}}\cdot \sin(\omega \cdot t)}
mit:
{\displaystyle {\hat {M}}_{\text{m}}=\min \left({\frac {w}{\omega }};M_{\text{max}}\right)=\min \left({\frac {M_{\text{max}}}{\omega \cdot T_{\text{max}}}};M_{\text{max}}\right)}
Zusammen mit der Massenträgheit der Maschine und des Motors sind die maximale Beschleunigung und die Maximaldrehzahl definiert. Zwischen Maschine und Motor kann die größte Leistung ausgetauscht werden, wenn die Massenträgheit der Maschine gleich der Massenträgheit des Motors ist.
Daraus ergibt sich die Maximalbeschleunigung zu:
{\displaystyle {\hat {\alpha }}={\frac {{\hat {M}}_{\text{m}}}{2\cdot J}}}  und die Maximaldrehzahl zu
{\displaystyle {\hat {\omega }}_{\text{W}}=\min \left(\omega _{\text{max}};{\frac {\hat {\alpha }}{\omega }}\right)}.
Aus der  so berechneten Geschwindigkeit  {\displaystyle {\hat {\omega }}_{\text{W}}}
und dem Drehmoment {\displaystyle {\hat {M}}_{\text{m}}} ergibt sich das Drehmoment für die Maschine zu
{\displaystyle {\hat {M}}_{\text{w}}={\hat {M}}_{\text{m}}-{\hat {\alpha }}_{\text{w}}\cdot J_{\text{m}}={\hat {M}}_{\text{m}}-\omega \cdot {\hat {\omega }}_{\text{w}}\cdot J_{\text{m}}} .
Die Maximalleistung für kleine Frequenzen {\displaystyle \omega \approx 0} ist
{\displaystyle S_{\text{w max}}={\hat {\omega }}_{\text{w}}\cdot M_{\text{max}}=2\pi \cdot n_{\text{max}}\cdot M_{\text{max}}} .
Mit zunehmender Frequenz reduziert sich die Leistung
{\displaystyle {\hat {S}}_{\text{W}}={\hat {\omega }}_{\text{W}}\cdot {\hat {M}}_{\text{W}}} .
Die Leistungsbandbreite ist durch die Frequenz
{\displaystyle \omega _{\text{Pn}}=2\pi \cdot f_{\text{Pn}}} gegeben,
bei der die Leistung  {\displaystyle {\hat {S}}_{\text{W}}} halb so groß wie die
Maximalleistung {\displaystyle S_{\text{w max}}} ist (−3 dB).
Die Leistungsbandbreite errechnet sich aus den oben genannten Ausdrücken für
{\displaystyle {\hat {\omega }}_{\text{W}}}  und
{\displaystyle {\hat {M}}_{\text{W}}} zu
{\displaystyle \omega _{\text{Pn}}=2\pi \cdot f_{\text{Pn}}={\frac {1}{T_{\text{min}}}}},
{\displaystyle f_{\text{Pn}}={\frac {1}{2\pi \cdot T_{\text{min}}}}}  mit
{\displaystyle T_{\text{min}}={\frac {2\pi \cdot n_{\text{max}}\cdot J}{M_{\text{max}}}}} .
Für Servoantriebe gilt
{\displaystyle T_{\text{min}}\leq 15{\text{ms}}}  beziehungsweise
{\displaystyle f_{\text{Pn}}\geq 10{\text{Hz}}}.

## Leistungsauslegung von Servoantrieben
Servoantriebe müssen in vielen Anwendungen dynamische Bewegungen mit periodischen Drehzahl- und Drehmomentänderungen ausführen.
Die Auslegung erfolgt daher mit dem Effektivdrehmoment und der mittleren Drehzahl in der Betriebsart S8.
Bei hochdynamischen Anwendungen muss der Servoantrieb auch das Drehmoment für die eigene Beschleunigung/Verzögerung aufbringen. Wenn dieser Drehmomentanteil einen nennenswerten Anteil erreicht, erfolgt die Auslegung mit dem dynamischen Kennwert
{\displaystyle C_{\text{dyn}}={\frac {M_{\text{N}}^{2}}{J}}}

Für Servoantriebe werden daher folgende Größen zur Leistungsauslegung verwendet:
- Bemessungsleistung {\displaystyle P_{\text{N}}}
- Bemessungsdrehzahl {\displaystyle n_{\text{N}}}
- Bemessungsdrehmoment {\displaystyle M_{\text{N}}}
- Haltedrehmoment im Stillstand {\displaystyle M_{\text{0}}}
- Maximaldrehmoment {\displaystyle M_{\text{max}}}
- Maximaldrehzahl {\displaystyle n_{\text{max}}}
- dynamischer Kennwert {\displaystyle C_{\text{dyn}}}
- Massenträgheitsmoment {\displaystyle J}